# مار آبی نواری
مار آبی نواری یا مار چمنی نواری (نام علمی: Natrix helvetica) یک مار غیرسمی از غرب اروپا است که در آب و نزدیک به آن زندگی می‌کند. تا اوت ۲۰۱۷ که تجزیه و تحلیل ژنتیکی منجر به طبقه‌بندی دوباره آن به عنوان یک گونه مجزا شد، در میان گونه‌های مارهای آبی، Natrix natrix جای داشت.

## نگارخانه

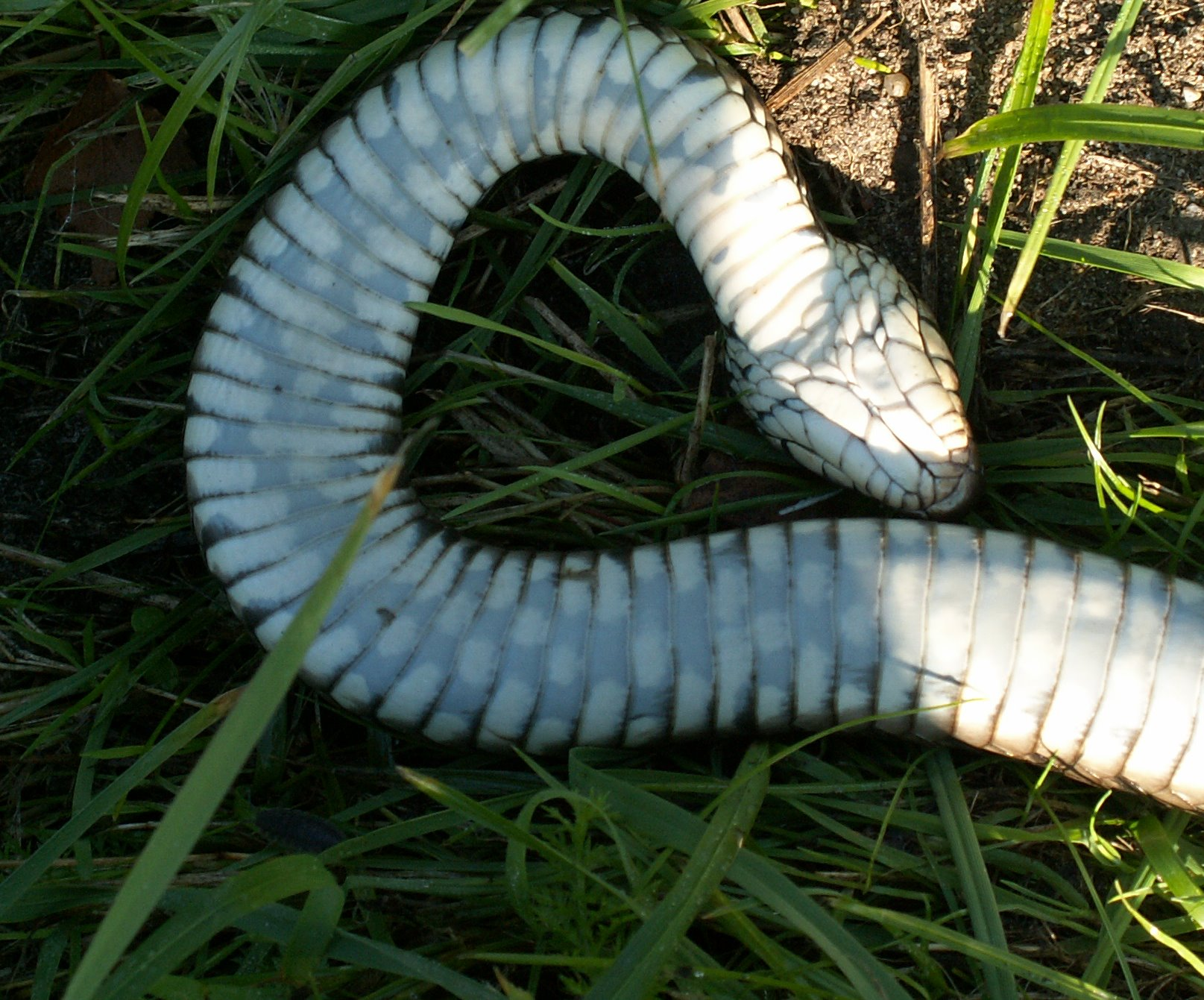
زیرتنه (وانمودسازی به مرگ)
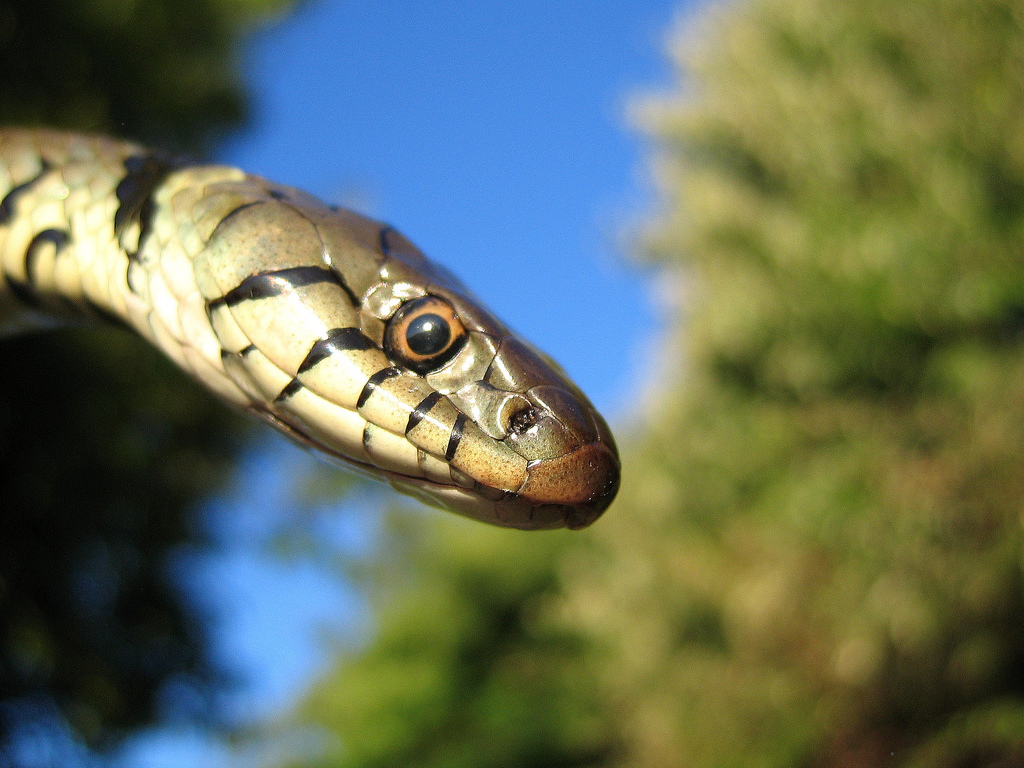
سری که الگوی رایج از جمله یقه زرد نشان می‌دهد که این ویژگی با مار آبی مشترک است.
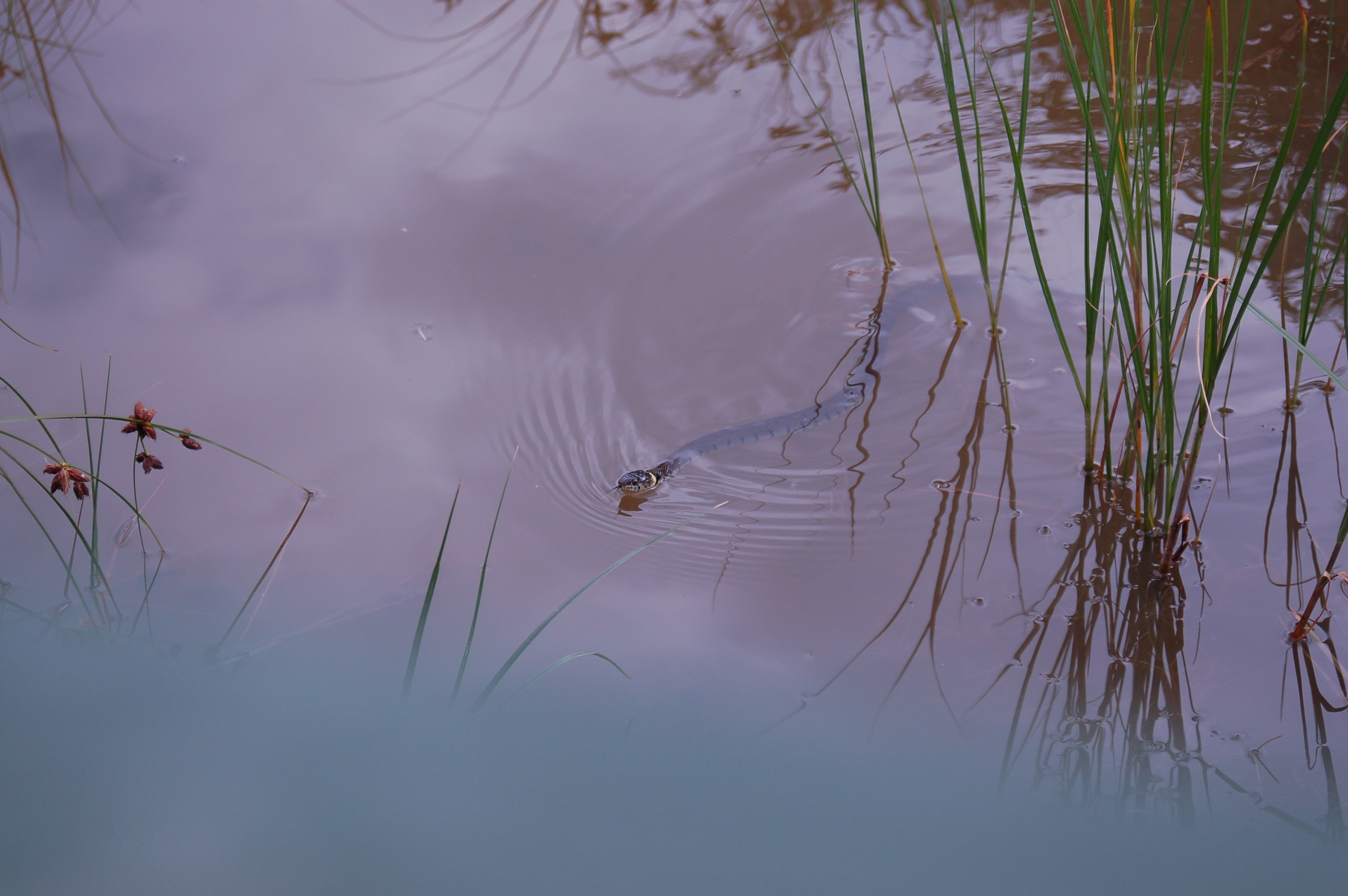
مار آبی نواری در حال شنا: آنها عمدتاً دوزیستان را شکار می‌کنند و با زیستگاه‌های نمناک سازگار هستند و شناگران خوبی هستند.